# Antonio Saggio
Antonio Saggio (* 19. Februar 1934 in Neapel; † 26. Januar 2010) war ein italienischer Jurist und Richter am Gericht der Europäischen Union. Von 1995 bis 1998 war er Präsident des Gerichts der Europäischen Union.

## Leben und Wirken
Saggio studierte Rechtswissenschaften an der Universität Neapel Federico II. Nach seinem Abschluss war er als Richter am Bezirksgericht von Neapel tätig, bevor er 1973 an das Appellationsgericht von Rom wechselte. Nach einer kurzzeitigen Beschäftigung an der Corte di cassazione wurde er 1974 an die Abteilung für Gesetzesvorhaben des italienischen Justizministeriums abgeordnet. 1977 leitete er als Vorsitzender des allgemeinen Ausschusses die diplomatische Konferenz für die Ausarbeitung des Lugano-Übereinkommens. 1979 wurde er als Rechtsreferent des italienischen Generalanwalts an den Gerichtshof der Europäischen Gemeinschaften abgeordnet.
Am 25. September 1989 wurde Saggio zum Richter am Gericht Erster Instanz, dem späteren Gericht der Europäischen Union, ernannt. Vom 18. September 1995 bis zum 4. März 1998 war er Präsident dieses Gerichts. Am darauffolgenden Tag schied er aus dem richterlichen Dienst aus und war bis zum 6. Oktober 2000 Generalanwalt am Europäischen Gerichtshof. Neben seiner richterlichen Tätigkeit unterrichtete Saggio auch als Dozent an der Scuola Nazionale dell’Amministrazione, der italienischen Hochschule für öffentliche Verwaltung. Saggio starb am 26. Januar 2010. Zu seinem Andenken richtete das Istituto Altiero Spinelli 2014 den Antonio-Saggio-Preis (Premio Antonio Saggio) ein.